# 鳴瀬川カヌーレーシング競技場

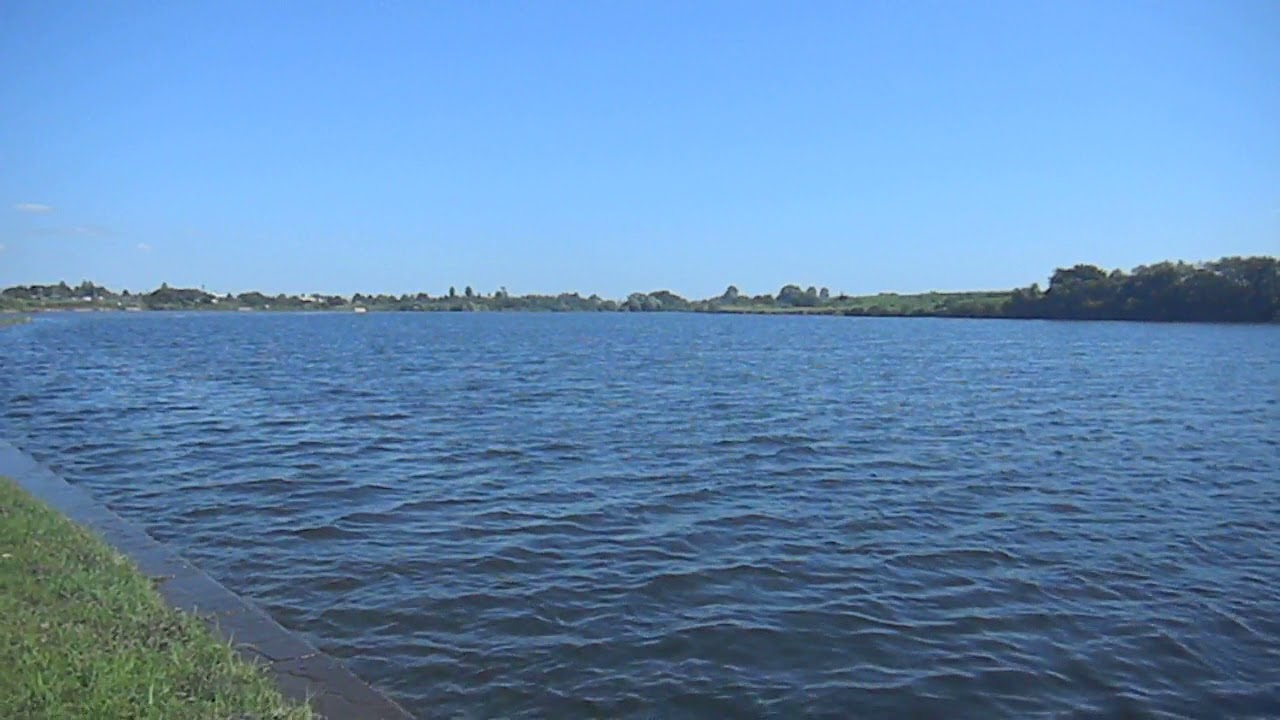
鳴瀬川カヌーレーシング競技場の競走水面

鳴瀬川カヌーレーシング競技場（なるせがわカヌーレーシングきょうぎじょう）は、宮城県加美町にある、カヌーレース等を開催するための施設。

## 概要
コース沿いの岸が平たんで、コーチらが並走して競技者に声を掛けやすい環境の競技場である。全長は500m、カヌースプリント 10レーン。2001年（平成13年）の宮城国体で、競技場として利用され、また、2011年（平成23年）北東北インターハイカヌースプリントが開催された。
一級河川鳴瀬川と田川の合流点に設置され、艇の上げ降ろしの利便性を確保し、直線状に護岸工事がなされており、「加美町中新田B&G海洋センター」と加美町役場が管理する。毎年夏には、ドラゴンカヌー大会も開催され、北岸に応援スペースも確保されている。

## 所在地・アクセス
- 宮城県加美郡加美町米泉成瀬川
- 東日本旅客鉄道奥の細道湯けむりライン西古川駅から車で14分
- 無料駐車場あり